# Hypokorism
Hypokorism är ett smeknamn som bildats genom avledning av det officiella namnet. Exempel på hypokorismbildningar är Olaf blir Olle och  Tekniska högskolan  blir Teknis.

## Etymologi
Hypokorism kommer av grekiska ὑποκορισμός, (hypokorismos), smeknamn, förskönande uttryck, till ὑποκορίζεσϑαι, (hypokorízesthai), tala såsom barn, när man leker med barn, tala barnspråk, använda diminutiva ord; av ὑπό hypo och κόρος, κόρη, (kóros, kóri) barn, gosse, flicka.